# Ли Сан Чун
Ли Сан Чун (Lee San Choon) (Chinese: 李三春; pinyin: Lǐ Sānchūn; 24 марта 1935 г. — 3 марта 2023 г.) — политический деятель Малайзии, занимавший различные министерские посты, в том числе министра труда (1974—1978) и министра транспорта (1979—1983).

## Биография
Родился в Пекане в семье китайских иммигрантов, выходцев из города Тяньмэнь. Получил начальное образование в китайской школе Чунг Хва в Пекане, затем год учился в английской школе Султана Ахмада.
В 1947 году семья переехала в Джохор-Бару, там Ли Сан Чун учился в английском колледже. После получения Кембриджского международного образовательного сертификата (Cambridge International General Certificate of Education) работал учителем начальной школы в Гейланге (Сингапур). С 1955 года клерк на текстильной фабрике.
В 1957 году вступил в политическую партию «Китайская ассоциация Малайзии». На парламентских выборах 1959 года одержал победу с перевесом в 1458 голосов в избирательном округе Куанг Утара и стал самым молодым членом парламента Малайи (24 года).
С 1962 года председатель молодёжного отделения партии «Китайская ассоциация Малайзии». С 1964 по 1974 год — депутат парламента от округа Сегамат Селатан, затем до 1982 года — от округа Сегамат.
В 1969—1971 годах — заместитель министра со специальными функциями. В 1971—1973 годах — помощник министра труда. С 1972 года — заместитель президента партии «Китайская ассоциация Малайзии».
В 1973 году — министр со специальными функциями, затем министр технологии, исследований и координации.
С 8 апреля 1974 года после отставки Тан Сию Сина — исполняющий обязанности, с августа 1975 года — президент партии «Китайская ассоциация Малайзии». В этот период занимал посты министра труда, министра общественных работ и министра транспорта. В 1979 году переизбран на пост президента партии, к тому времени число её членов увеличилось с 200 тысяч до 400 тысяч человек.
На выборах 1982 года выдвинул свою кандидатуру по округу Серембан и победил с небольшим перевесом. Его партия смогла увеличить своё представительство в парламенте.
Без объяснения причин 24 марта 1983 года неожиданно сложил с себя обязанности министра транспорта и на следующий день ушёл с поста президента партии. После этого занимал руководящие должности в различных частных компаниях.
Почётный доктор юриспруденции Университета Кэмпбелла (Северная Каролина).
Ли с 1962 года был женат на Дианне Мок Тье Юен. Дети: сын Кван Рор и дочь Анн Дже.
Умер 3 марта 2023 года в возрасте 87 лет.

## Награды
- офицер Ордена Защитника Королевства (1963);
- Малайзийская серебряная коммеморативная медаль (Malaysian Commemorative Medal (Silver) (1965);
- командор Ордена Защитника Королевства (1990);
- рыцарь и Великий Командор Ордена Короны Джохора (Knight Grand Commander of the Order of the Crown of Johor) (1973 год) (Джохор);
- рыцарь и Великий Компаньон Ордена верности султану Исмаилу (Knight Grand Companion of the Order of Loyalty of Sultan Ismail of Johor) (1977) (Джохор).